# Chicago Marathon 1993
De Chicago Marathon 1993 werd gelopen op zondag 31 oktober 1993. Het was de 16e editie van de Chicago Marathon. De Braziliaan Luíz Antônio dos Santos kwam als eerste over de streep in 2:13.15. De Finse Ritva Lemettinen won bij de vrouwen in 2:33.19.

## Uitslagen

### Mannen
| rang   | naam                    | land | tijd    |
| ------ | ----------------------- | ---- | ------- |
| Goud   | Luíz Antônio dos Santos | BRA  | 2:13.15 |
| Zilver | Eddy Hellebuyck         | BEL  | 2:14.40 |
| Brons  | Antoni Niemczak         | POL  | 2:15.07 |
| 4      | Reynaldo Ramirez        | MEX  | 2:15.47 |
| 5      | Bruce Deacon            | CAN  | 2:15.52 |
| 6      | Jeff Jacobs             | USA  | 2:16.00 |
| 7      | Alfredo Vigueras        | MEX  | 2:16.10 |
| 8      | Tesfaye Bekele          | ETH  | 2:16.18 |
| 9      | Gumercindo Olmedo       | MEX  | 2:16.43 |
| 10     | Tadeusz Lawicki         | POL  | 2:19.12 |

### Vrouwen
| rang   | naam             | land | tijd    |
| ------ | ---------------- | ---- | ------- |
| Goud   | Ritva Lemettinen | FIN  | 2:33.19 |
| Zilver | Linda Somers     | USA  | 2:34.26 |
| Brons  | Silvana Pereira  | BRA  | 2:37.58 |
| 4      | Danuta Bartoszek | CAN  | 2:38.16 |
| 5      | Debra Gormley    | USA  | 2:42.03 |
| 6      | Suzanne Rigg     | GBR  | 2:45.00 |
| 7      | Ludmilla Ilina   | RUS  | 2:46.41 |
| 8      | Noeleen Wadden   | CAN  | 2:47.21 |
| 9      | Bridget Collins  | USA  | 2:53.07 |
| 10     | Cynthia Woods    | USA  | 2:54.49 |

1977 ·
1978 ·
1979 ·
1980 ·
1981 ·
1982 ·
1983 ·
1984 ·
1985 ·
1986 ·
1987 ·
1988 ·
1989 ·
1990 ·
1991 ·
1992 ·
1993 ·
1994 ·
1995 ·
1996 ·
1997 ·
1998 ·
1999 ·
2000 ·
2001 ·
2002 ·
2003 ·
2004 ·
2005 ·
2006 ·
2007 ·
2008 ·
2009 ·
2010 ·
2011 ·
2012 ·
2013 · 
2014 · 
2015 · 
2016 · 
2017 · 
2018 · 
2019 · 
2021 · 
2022 · 
2023